# Vox Continental

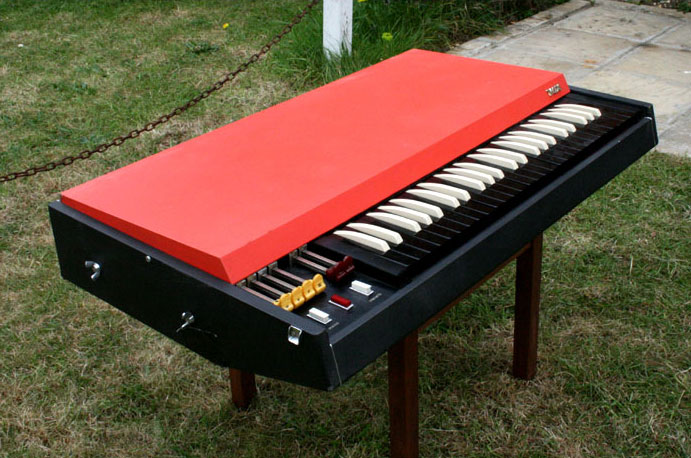
Vox Continental a tastiera singola

Il Vox Continental è un combo-organ (cioè un organo a transistor di dimensioni contenute usato negli sessanta/settanta dai complessi musicali), progettato dalla ditta inglese Jennings Musical Industries e commercializzato nel 1962 dalla Vox, una società di strumenti musicali, amplificatori ed effetti elettronici. Noto per il suo suono sottile quanto penetrante e acido, fu progettato nelle intenzioni per essere usato da musicisti che si dovevano spostare frequentemente, eliminando i problemi di trasporto dei pesanti organi elettromeccanici, come ad esempio l'Hammond B-3 e simili.
Sebbene questi propositi non furono interamente realizzati (le sue sonorità rimangono comunque distanti da quelle degli Hammond), il Continental riscosse un ampio successo e fu usato in molti famosi brani degli anni sessanta, dando il via a una nuova generazione di strumenti portatili dotati di nuove sonorità, gli organi combo, dei quali il Continental fu probabilmente il più popolare e più conosciuto, insieme alla Combo Compact della Farfisa apparso un paio d'anni dopo. In Inghilterra era noto come "Connie". 
Pur essendo uscito di produzione nel 1972 e dopo un periodo di relativo disinteresse perché dominato da nuove sonorità introdotte dai sintetizzatori e tastiere multi-timbriche, gli organi combo - e fra questi naturalmente il suo primo rappresentante Continental - ritrovarono nuova linfa vitale alla fine degli Anni 1970, con la nascita di generi come il Punk, la New Wave e la diffusione del Garage Rock.

## Descrizione

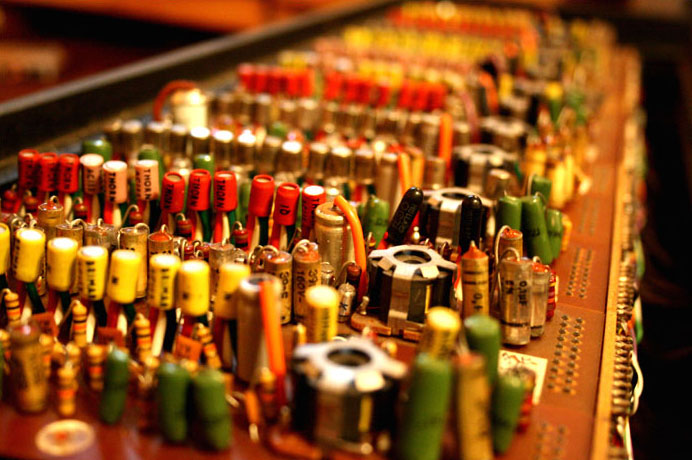
La circuitazione interna del Vox Continental

### Modelli
Il Vox Continental era commercializzato in più modelli, ognuno con le sue varianti: il Continental a tastiera singola e quattro ottave e quello a doppia tastiera, che era chiamato Vox Continental II in Inghilterra e Vox Super Continental in Italia. Per un breve periodo, i Continental a tastiera singola furono costruiti in Inghilterra, con marcatura V301J dove "J" sta per Jennings, e negli USA, questi ultimi marcati V301H dove "H" sta per Hayvenhurst Avenue, la via dove risiedeva la Thomas Organ factory, che ne aveva detenuto nel frattempo i diritti per la costruzione e forniva pure l'elettronica interna, derivata dalla loro produzione interna (ma avente le stesse caratteristiche soniche).
In seguito, la totalità della produzione con varianti costruttive e di ingegnerizzazione (nuova meccanica della tastiera in plastica e metallo anziché in legno, rifacimento dei circuiti interni su piastre stampate di nuovo disegno, introduzione di nuovi modelli dotati di effettistica diversificata, come il due manuali Continental Baroque del 1969) venne continuata in Italia dalla fine del 1965 dalla EKO di Recanati, poi confluita alla EME, Elettronica Musicale Europea (incorporante anche la citata già iThomas, ma anche produttore OEM per altri marchi) fino al 1972, con l'uscita di scena dell'ultima versione, il Continental '71. I modelli italiani erano marcati V301E, dove la finale "E" indica la produzione EME.

### Estetica
Il Continental aveva un aspetto piuttosto appariscente e "di rottura", con caratteristiche non frequenti negli strumenti a tastiera, sia di allora che odierne. La più rilevante era la tastiera con colori invertiti (tasti diatonici neri anziché bianchi, e cromatici bianchi invece che neri), simile a certi modelli di clavicembalo. Inoltre, il supporto cromato a forma di Z e la parte superiore rifinita in Tolex rosso acceso (anche se certi modelli erano grigi) lo rendevano uno strumento molto distintivo e dall'aspetto immediatamente riconoscibile.
I modelli inglesi (V301J) e americani (V301H) si distinguevano da quelli italiani (V301E) per alcuni particolari estetici: in quelli inglesi pomelli dei tiranti (drawbars) erano colore crema (piedaggi) e rosso (timbri) mentre gli switch Power e Vibrato erano di colore bianco, i modelli italiani presentavano invece il set di pomelli drawbars rispettivamente bianchi e neri, mentre gli switch Power e Vibrato erano neri.
Altra distinzione estetica si nota nel differente attacco delle traverse posteriori stabilizzanti che collegano la base delle gambe a "Z" al corpo dell'organo: nei modelli inglesi le due traverse si congiungono diagonalmente in un unico puntone a centro corpo, in quelli italiani le due traverse si incrociano e terminano su due vicini puntoni distinti. Inoltre la diversità strutturale della meccanica della tastiera, in legno nei modelli inglesi e americani, in plastica/metallo in quelli italiani, era evidenziata dalla forma leggermente differente dei tasti e nel loro "feel" alla loro pressione.

### Tecnica
Il Continental utilizza un generatore di note a onda quadra con filtraggio passa-basso di ogni singolo semitono, virandola in onda triangolare simmetrica, di timbro più dolce e vagamente somigliante a quello di un flauto a becco, anche se viene definito di timbro "reed", ancia.
Il generatore, realizzato con l'utilizzo di transistor al germanio (fatta eccezione per le ultimissime produzioni e quelle americane Thomas, virate al silicio) era costituito da 12 oscillatori master (uno per semitono) di tipo Hartley , seguito da uno stadio separatore/squadratore dal quale si ricavavano i semitoni più acuti; seguono cascate di divisori d'ottava realizzati a Flip-Flop per produrre i semitoni altezza via via più bassa.  Il generatore era quindi composto da 12 piastre e ogni piastra generava quindi tutte le note di uno stesso nome, ma appartenenti a ottave diverse.
La tastiera monta 4 file di contatti, una per ogni drawbar servito (vedi paragrafo successivo) e la pressione di ogni singolo tasto aziona contemporaneamente 4 contatti in bronzo fosforoso.  Le note parziali, prelevate dal generatore, raccolte e sommate dalla contattiera ancorata sotto i tasti, sono portate alla loro finale preamplificazione, regolazione e ulteriore opzionale filtraggio comune.
Nei modelli inglesi di primissima produzione, quasi prototipali, l'elettronica era cablata su piastre di bachelite con rivetti e fissata al telaio interno con piastre metalliche estraibili,  l'estensione del generatore era limitata a 5 ottave (nota più bassa prodotta: DO-130Hz, nota più acuta prodotta: SI- 3957Hz), mentre la meccanica della tastiera era realizzata in legno.  Con il progredire della produzione (gli inglesi svilupparono nel tempo tre diverse ingegnerizzazioni delle schede generatore, la cui terza versione è simile ma non uguale a quella italiana) e la sua successiva presa in carico dalla italiana EKO - EME a fine 1965, il generatore venne esteso a 7 ottave (nota più bassa prodotta: DO-65Hz, nota più acuta prodotta: SI- 7914Hz) e realizzato su circuiti stampati mentre la meccanica della tastiera venne riprogettata, utilizzando un telaio portante metallico e tasti plastici montati su singoli telaietti metallici aggiuntivi e fulcrati con delle bronzine sull'asta che attraversa tutta la tastiera.
La diversità di estensione delle due versioni di generatori, essenzialmente limitata fra prototipi/primissime produzioni e quelli di grande serie, giustifica la differente resa sonora che si aveva nei rispettivi modelli inglesi di prima produzione, e quelli successivi, inglesi, americani e italiani. La differenza diviene evidente nelle due ottave più alte della tastiera e utilizzando il drawbar "IV": mancando note più acute nei modelli con generatori 5 ottave si odono numerosi "foldback" ("ripetizioni" di note acute che ritornellano nell'ottava precedente, è una tecnica di derivazione organara), e l'impressione generale è quella di un suono meno stridulo e tagliente dei modelli equipaggiati con generatore 7 ottave.

### Controlli ed effetti
Il Vox Continental a singolo manuale, modello più noto e diffuso, usava sei controlli scorrevoli di volume chiamati drawbars (tiranti) anziché gli interruttori a due posizioni (Tab Swicth o a levetta) adottati su molti altri organi combo. I primi due drawbars controllavano volume e timbrica generale delle voci (flauto ed ance, caratteristica è l'indicazione sul drawbar "M" , lettera utilizzata per descrivere approssimativamente la forma dell'onda, triangolare simmetrica), mentre tre degli altri quattro, marcati 16', 8' e 4', controllavano il volume di ogni singolo suono parziale (sintesi armonica additiva), la cui altezza è indicata tradizionalmente con la misura in piedi della lunghezza di una canna di organo del tipo labiale aperto, necessaria per produrre il do più basso, misura riferita a una tastiera dall'estensione standard di 5 ottave (il Continental ne ha solo 4 e rinuncia alla prima ottava più bassa).
I primi tre drawbars 16', 8', 4', controllano quindi il volume di tre voci di uguale timbro ma con tre differenti altezze, fra loro distanti di un'ottava e variamente sommabili fra di loro per ottenere suoni più ricchi ed "estesi". Poiché l'altezza di 8' è considerata piedaggio di riferimento o "di fondazione", il 16' risuonerà un'ottava più basso e il drawbar 4' risuonerà un'ottava più alto.
Similmente alla formazione additiva del timbro introdotta dalla Hammond, più che utilizzarli come  "registri" , i tiranti vanno interpretati come controlli di volume di note parziali, fondazione ed armoniche, anche se, a differenza dell'organo Hammond, ognuno dei tiranti non dava un suono puro pressoché sinusoidale, bensì era timbricamente dotato di armonici propri (onde quadre filtrate passa-basso a triangolari simmetriche) e questo è il principale motivo di diversità timbrica fra il Continental e il suo lontano progenitore al quale inizialmente il progetto si è ispirato.
L'ultimo dei quattro drawbars, marcato "IV", controllava il volume di una Mixture (miscelazione preimpostata) di quattro voci acute: 2'2/3 + 2' +1'3/5 + 1' (riferite al fondo 8' occupano gli intervalli di duodecima XII + quintadecima XV + decimasettima XVII maggiore + vigesimaseconda XXII), conferendo una timbrica piuttosto sfavillante e aggressiva; la presenza nel Mixture della terza maggiore 1'3/5 dona alla timbrica finale un certo effetto nasale che può ricordare un'ancia-cornamusa. Oltre ad un vibrato a singola velocità e singola intensità, la cui regolazione di questi due parametri era tarata in fabbrica (era eventualmente possibile regolare i parametri solo aprendo il coperchio superiore per accedere all'elettronica interna), il Continental non aveva altri effetti speciali o suddivisione della tastiera in basso e discanto . Proprio questa sua semplicità, insieme alla facile trasportabilità, era apprezzato da molti musicisti.

## Utilizzo
Questo strumento ha avuto una enorme diffusione ed è comunemente associato al rock, beat e rock psichedelico degli anni '60, essendo stato usato da Ray Manzarek dei The Doors in diversi album e da Alan Price degli Animals, come pure dai Dave Clark Five . Brani famosi che utilizzano il Continental includono: The House of the Rising Sun (nota in Italia come La Casa del Sole) degli Animals, è protagonista in Break On Through e  Light My Fire dei Doors, In-A-Gadda-Da-Vida degli Iron Butterfly, si riconosce in I'm a Believer dei Monkees,  è di fondo in Glad All Over dei Dave Clark Five e I'm Down, e She said she said dei Beatles.